# Kubilay Türkyilmaz
Kubilay Türkyilmaz (4 de març 1967 a Bellinzona) és un exfutbolista suís, de pares turcs.
Defensà els colors de molts clubs durant la seva carrera, entre els quals destaquen el Servette FC o Grasshoppers a Suïssa, el Bolonya o el Brescia Calcio a Itàlia, o el Galatasaray SK a Turquia.
Fou internacional amb la selecció suïssa, de la que fou màxim golejador (compartit amb Max Abegglen) amb 34 gols en 62 partits, entre 1988 i 2001. El rècord fou batut per Alexander Frei el 2008. Participà en l'Eurocopa 1996, on marcà el gol de Suïssa contra Anglaterra en el partit inaugural (1-1 a Wembley).

## Palmarès
- Lliga turca de futbol: 1994
- Lliga suïssa de futbol: 1996, 1998